# あいどるDays
『あいどるDays』（あいどるデイズ）は、作：北原雅紀、画：真里まさとしによる日本の漫画。『週刊ヤングジャンプ増刊漫革』47号から2007年6月15日号まで連載された。
アイドルオタクの青年がサークル仲間のいたずらで女装し、人気アイドルの一員として奮闘させられるコメディーである。

## あらすじ
早乙女利之は人気アイドル「トマト撫子。」のファンでアイドルオタク。ある日、アイドルオタク仲間が追加メンバーオーディションに高校の文化祭での女装写真を「早乙女りの」という名前で応募、オーディションに通ってしまう。利之は、男であることをバラしてオーディションを辞退しようとするが、なりゆきで「トマト撫子。」のメンバーとなってしまうのだった。

## 登場人物

### トマト撫子。追加メンバー
早乙女利之（さおとめ りの / さおとめ としゆき）
本作の主人公。アイドルオタクで女っぽい外見をコンプレックスにしている。女装がオーディションの書類選考、面接を通ってしまい、男であることを吐いて、オーディションを辞退しようとするが、オーディションで知り合った二ノ宮ちずを夢であった歌手にするため、メンバーに参加する。プロデューサーによると男と女両方の魅力を兼ね備えており、声も高い。
二ノ宮ちず（にのみや）
利之とオーディションで知り合った女性。失恋のショックをトマト撫子。の歌で振り切り、歌手を夢見るようになるが凄い音痴でオーディションの歌は根性と条件付きで通りメンバーになる。りのが男であることをメンバーで唯一知っている。

### トマト撫子。（オリジナル）
テレビ帝都系番組「HARBEST 808」の企画、「PONDS女性ボーカリストオーディションを通った5人組。デビューシングル「なでしこ日和」五万枚を手売りで完売しデビュー。
天童あかり（てんどう）
通称「あかりん」。メンバーの中心的存在であり、中央を取られた早乙女に嫉妬心を燃やす。利之憧れの人。10月21日生まれ。神奈川県出身。18歳。B型。
姫の樹ひな（ひめのぎ）
通称「ひなちゃん」。メンバー最年少。参加後、急速に成績が落ち脱退の憂き目に会う。2月14日生まれ。愛知県出身。12歳。B型。
高見沢真由（たかみざわ まゆ）
通称「真由っぺ」。ボーイッシュで不良っぽいな外見で人気を集める。8月19日生まれ。宮崎県出身。19歳。AB型。
工藤若菜（くどう わかば）
通称「ワカ様」男性と付き合ったことがないことをファンから見抜かれ、利之と一日デートをする。5月7日生まれ。北海道出身。14歳。A型。
富永いぶき（とみなが）
通称「イブちゃん」おっとりした口調で、メンバーリーダー。12月10日生まれ。大阪府出身。22歳。O型。関西弁。

### その他の人物
児玉響平（こだま きょうへい）
トマト撫子。のプロデューサー。通称「児玉っち」。
神宮寺周（じんぐうじ しゅう）
人気バンドグラヴィティ・グラフィティのメンバー。天童の親戚。
玉井（たまい）、服部（はっとり）
早乙女をオーディションに送ったアイドルオタク仲間。
アキバ小町
凄い勢いでトマト撫子。を追い落としたアイドルグループ。
戸部マモル（とべ マモル）
トマト撫子。のマネージャー。
井森義和（いもりよしかず）
音楽番組「MUSICフロンティア」司会。モデルは森田一義。
郷真美子（ごうまみこ）
同じくMUSICフロンティアの司会。帝都テレビアナウンサー。モデルは堂真理子。
早乙女寛子（さおとめひろこ）
利之の母親。

## ディスコグラフィ
この節では、本作で扱われた架空の曲を取り扱う。

### CDシングル
1. なでしこ日和（売り上げ:約55万枚）
2. あなたの好きなetc./純愛インストール（約79万枚）
3. 恋の虜ロール（約100万枚）
4. 放課後のディーヴァ（約62万枚）
5. お願いホロスコープ（約35万枚）
6. Girls Be…（約29万枚）
7. 色じかけのオレンジ（約50万枚）
8. Dear My Future

### その他
1. PIECE OF RAINBOW（タイトル不明のアルバム未収録曲）

## 書誌情報
- 北原雅紀（原作）、真里まさとし（作画） 『あいどるDays』 集英社〈ヤングジャンプ・コミックス〉、全2巻
  1. 2006年7月19日発売 ISBN 4-08-877084-6
  2. 2007年8月17日発売 ISBN 978-4-08-877260-8

## サブタイトル
サブタイトルは歌謡曲の曲名となっている
1. アイドルを探せ
2. オーマイゴッドだね!!
3. TVの国からキラキラ
4. ダンシング・ヒーロー
5. およしになってねTEACHER
6. コンプレックスBANZAI!
7. はんぶん不思議
8. もっとHurry up!
9. リトル☆デイト
10. サヨナラ志願
11. 再会のラビリンス